# Скулябинская богадельня
Скуля́бинская богаде́льня — памятник архитектуры XVIII века. Находится в городе Вологде по адресу Набережная VI Армии, дом № 63.

## История
«Скулябинский дом призрения бедных граждан», учреждённый 9 января, открытый 21 марта 1848 года — сооружение эпохи расцвета классицизма в Вологде (в Петербурге это было уже время упадка стиля). Построен, предположительно в 1780-х годах, вологодским купцом Николаем Скулябиным. В 1848 году здание передано им для обустройства «Дома призрения», откуда и получило своё название.
Искусствовед Г. К. Лукомский так описывал это здание в начале XX века:

Обработка фасада представляет собою совершенно выдающийся образец богатства композиции и нежности выполнения. Шестиколонный конический портик поставлен на рустованную смелыми линиями арку, сделанную в толще выступа стены, на которую и поставлена эта колоннада, отходящая на некоторое расстояние от здания. Прелестны все карнизы, наличники над окнами второго этажа. Но вставки в них — лепной работы — обнаруживают позднее время сооружения этого здания: рисунок розеток и орнамент, помещённый здесь, не свойственны русскому ампиру. Боковой фасад также представляет художественный интерес. Здесь курьёзны также наличники окон второго этажа: некоторые — совершенно барочные (второго периода барокко, то есть эпохи конца царствования Николая Павловича). Однако в первом этаже очаровательны глубокие ниши окон с маленькими замочками на наличнике арки. Особенно привлекателен подъезд — отличная обработка створок дверей с розасом посередине и с каннелировкою вверху и внизу — и зонт, курьёзных пропорций: низкий, нависший, опирающийся на длинные тонкие струны… В комнатах этого здания убежища особенно примечательны печи, обработка карнизов и великолепные, и никому здесь не нужные, портреты в старинных рамах. Печи — очевидно выработки конца XVIII столетия; особенно красива небольшая в верхнем (антресольном) этаже: с нишею и двумя пилястрами по краям, она украшена отличным карнизом с характерными для стиля Людовика XVI деталями (напр. сухариками); пропорции печи отличны. Особенно красив рисунок кафли, изображающей букеты цветов, в отличие от кафельного рисунка более ранних печей (второй половины XVIII века), всегда сложенных из изразца непременно различного рисунка. В убежище есть и такие кафли — рисунок их очень различен: он представляет фигуры китаянок и китайцев, обрамлённых венками и цветами, образующими вместе вазы, причём каждая кафля снабжена подписью.— Лукомский Г. К. Вологда в её старине. — репринт 1914 г.. — Петроград: Сириус, 1914. — 365 с..

## Современное состояние
По состоянию на 2016 год памятник находится в аварийном состоянии. Внутренние конструкции разрушены. Интерьеры полностью утрачены. Окна отсутствуют. По фасаду идут многочисленные трещины. В 2010 году были проведены противоаварийные работы, однако планировавшаяся комплексная реставрация так и не была начата.

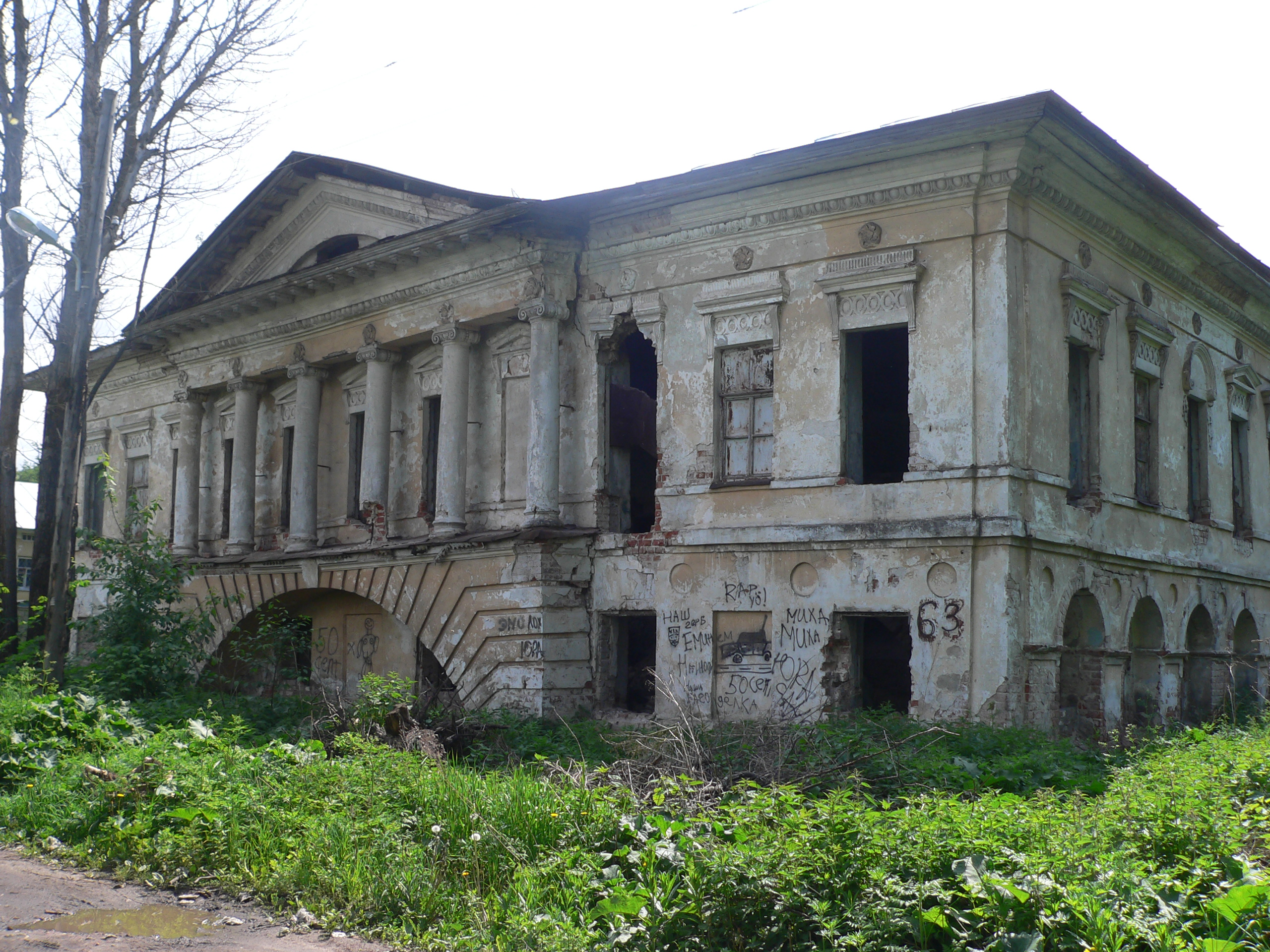
Фасад. 2008 г.
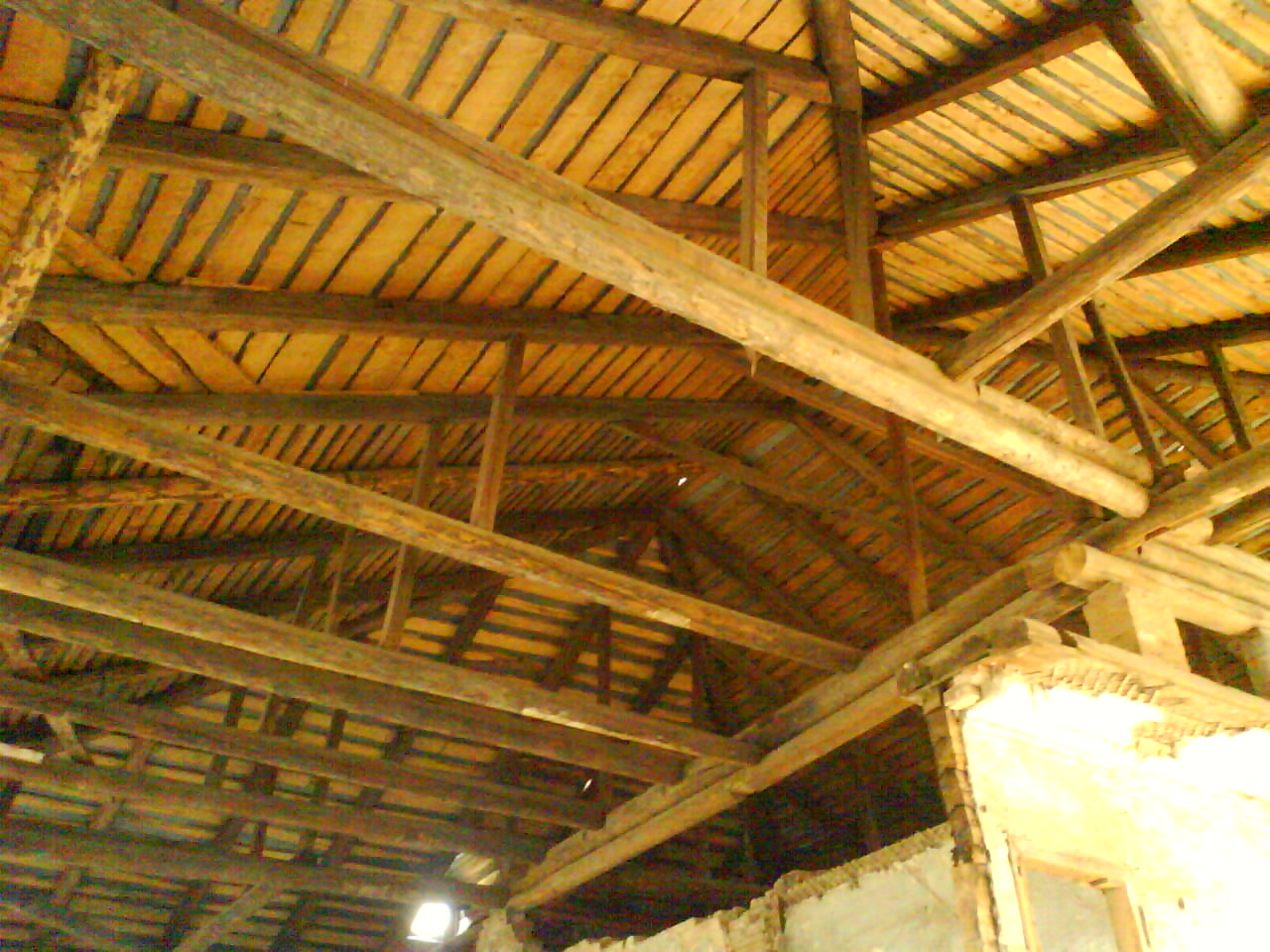
Крыша. Вид изнутри здания. Фото 2009 г.
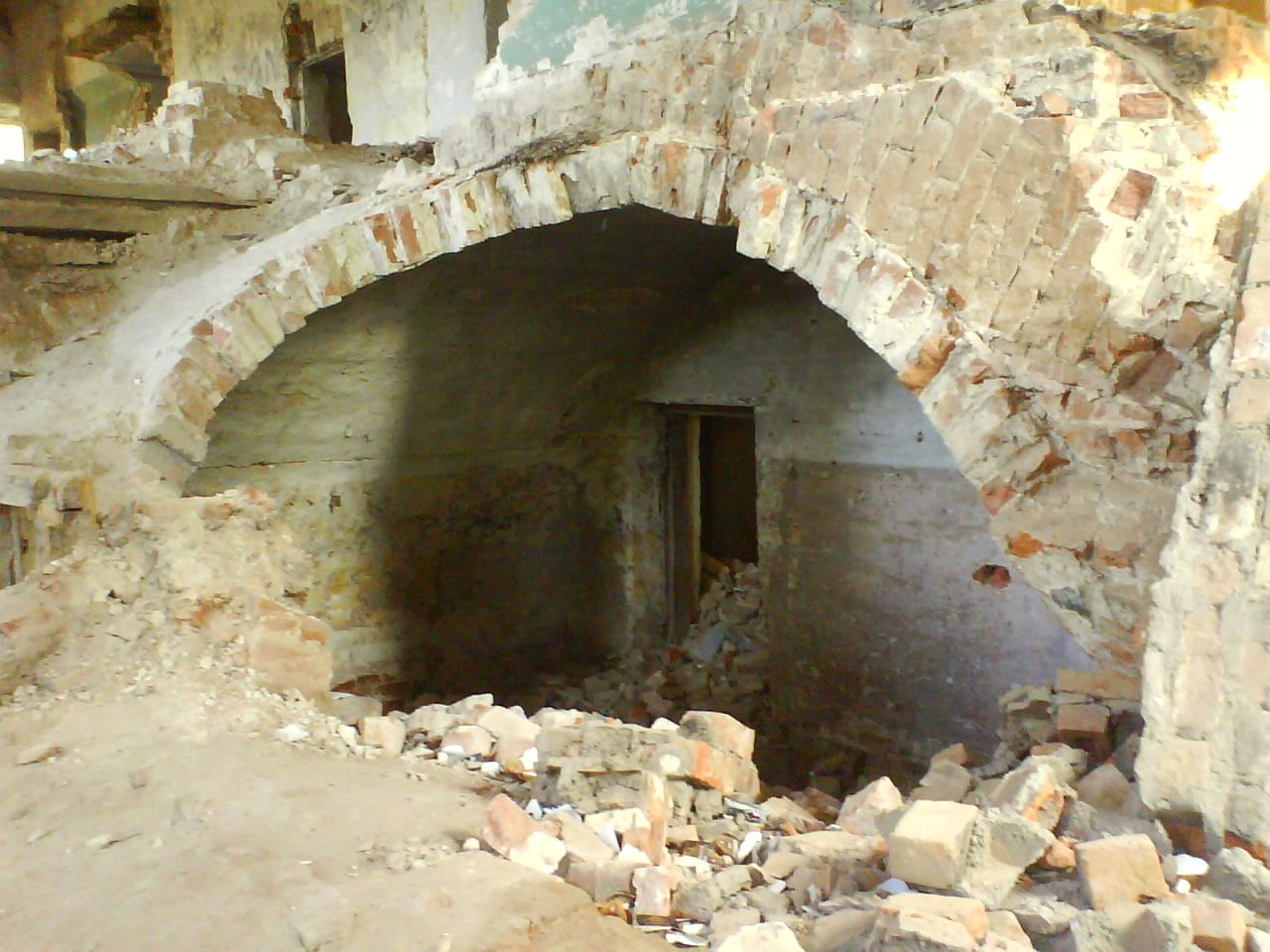
Разрушенный цокольный этаж. Фото 2009 г.